# جون راي دونينج
جون راي دونينج(بالإنجليزية: John Ray Dunning)‏ (24 ولد في سبتمبر 1907 - توفي في 25 أغسطس 1975) هو عالم فيزيائي أمريكي كان له دور بارز  في مشروع مانهاتن الذي طور أول قنبلة ذرية . تخصص في الفيزياء النيوترونية ، وقام بعمل رائد في مجال الانتشار الغازي لفصل النظائر . وكان عميد كلية الهندسة والعلوم التطبيقية في جامعة كولومبيا ما بين عام 1950 وحتى عام 1969. 